# Xylariopsis mimica
Xylariopsis mimica là một loài bọ cánh cứng trong họ Cerambycidae.